# Prologue (Kurzfilm)
Prologue ist ein britischer Zeichentrick-Kurzfilm von Regisseur und Animator Richard Williams aus dem Jahr 2015. Der sechsminütige Film basiert auf dem Theaterstück Lysistrata von Aristophanes. Der Film wurde bei der Oscarverleihung 2016 für den Oscar als Bester animierter Kurzfilm nominiert.

## Handlung
Vor 2.400 Jahren: Vier Krieger, zwei aus Athen und zwei aus Sparta, treffen sich auf dem Schlachtfeld. Sie töten sich gegenseitig, keiner gewinnt. Ein Mädchen, das das blutige Massaker mitangesehen hat, rennt daraufhin zu seiner Großmutter und weint.

## Hintergrund
Prologue ist gedacht als erster Teil eines 90-minütigen Filmes über das griechische Antikriegsstück Lysistrata von Aristophanes, das während des Peloponnesischen Krieges spielt. Der Kurzfilm, der wie der Titel schon andeutet als Prolog dienen soll, entstand über einen Zeitraum von über zwölf Jahren. Richard Williams, zum Zeitpunkt der Vollendung des Kurzfilms bereits 82 Jahre alt, wurde von seiner Frau Imogen Sutton unterstützt, die als Produzentin auftritt. Ansonsten war niemand anderes an dem Film beteiligt. Auch das Abfilmen der einzelnen Animationen, die aus Buntstiftzeichnungen bestehen, wurden von Williams selbst abgefilmt. Dabei verwendete er ursprüngliche Animationstechniken, die bereits bei Gertie the Dinosaur (1914) angewendet wurden: ein Blatt pro Bild, ohne Hintergründe, spärlicher Einsatz von Farben. Die Kamera wurde von Aardman Animations mitten in Williams Arbeitszimmer aufgebaut.  Soweit es ging, wurde auch auf digitale Nachbearbeitung verzichtet. Lediglich die Fingerabdrücke wurden entfernt und einige Zeichnungen schärfer gestellt und begradigt. Der Regisseur hegt ernste Zweifel daran, seinen geplanten Langfilm realisieren zu können, betrachtet aber Prologue als das erste Werk seiner fast fünfzigjährigen Karriere, mit dem er wirklich zufrieden ist. Ein zweiter Teil soll die Hauptpersonen einführen und war 2016 fast fertiggestellt.
Der Film wurde erstmals beim Telluride Film Festival am 4. September 2015 gezeigt. Anschließend war er ab dem 11. September im Laemmle Royal Theatre in West Los Angeles zu sehen.

## Rezeption
Überraschend, selbst für den Filmemacher, ist die Brutalität des Werkes. So sind die Tötungssequenzen im Film realistisch dargestellt und geizen nicht mit Blut. Insbesondere durch die Verschmelzung von kindlicher Unschuld und der Brutalität des Krieges entsteht ein Kontrast, der auch von den Kritikern gelobt wurde.
Der Film wurde bei der Oscarverleihung 2016 als Bester animierter Kurzfilm nominiert. Den Preis erhielt jedoch Bear Story. Für Williams war es die insgesamt dritte Oscar-Nominierung nach A Christmas Carol (1971, ebenfalls in der Kategorie animierter Kurzfilm) und Falsches Spiel mit Roger Rabbit (1988). Für letzteren erhielt er einen Ehrenoscar. Für seine Ehefrau war es die erste Nominierung.
Auch bei den British Academy Film Awards 2016 war der Film in der Kategorie „Bester britischer animierter Kurzfilm“ nominiert. Den Award gewann allerdings Edmond. 